# رأس المال الحسابي
يتجلى المظهر الحسابي لرأس المال حين يشاهد لا من حيث الإنتاج، بل من حيث إدارة المشروع الحسابية، فرأس مال المشروع، بهذا الاعتبار، هو القيمة الحالية لما قدمه مؤسس المشروع، مع مراعاة التغييرات الطارئة منذ التأسيس. فلو أريد معرفة مقدار رأسمال مشروع قديم، يكفي وضع بيان بماله - دخله أو موجوداته - وما عليه - خروجه أو مطلوباته. والأصل أن يتجاوز الدخل الخرج، ورأس المال يمثل الفرق بينهماء اما إذا كان المشروع مممسكا حساباته فرأس ماله يذكر في خرج الميزانية. ولكنه لا يقتصر على ما يوجد إلى جانب كلمة رأس المال وإنما يضاف إليه الاحتياطي، ويقتطع منه الخسائر. ويجب الاطمئنان إلى أن «الاستهلاك» قد اقتطع بصورة صحيحة؛ وعملية الاستهلاك (أو الاهتلاك) تمثل ديمومة رأس المال.
إن رأس المال الحسابي إنما يعادل رأس المال الفني؟ أي القيم المسجلة في الموجودات والتي تصنف بحسب سيولتها، إلى أموال مجمدة كالأبنية والأرض والآلات وشهادة الاختراع، وإلى أموال متداولة كالمواد الأولية والمحروقات ومستودعات البضائع والمنتجات اثناء صنعها والديون والاسناد، وإلى أموال جاهزة كالنقود في الصندوق أو في المصرف؛ إذ أن رأس المال ليس عبارة عن عناصر متجسدة بل مقدار من القيم النقدية تبقى داتمة، وتتأمن الديمومة بطريقة الاستهلاك إذ قد تبلى الأموال الانتاجية اثناء الإنتاج؛ بل قد تضيع بعض جدواها ولو لم تستعمل، بسب التحسينات الفنية الطارثة، حتى يصيبها الأهمال فيحرص رب العمل على الاستعاضة عنها، فيقتطع كل عام من الدخل مبلغاً يعادل البلى والإهمال. فإذا كان حسابه صحيحاً، استطاع إعادة تكوين قيمة الأموال الانتاجية التي يبطل استعلها، وهذا ما يعرف بالاستهلاك «أو الاهتلاك».
إن «الاستهلاك» يشمل الأموال الانتاجية جميعاً، وإلا وقف المشروع عن العمل. ثم إن مفهوم الديمومة في القيمة النقدية التي تمثل رأس المال الحسابي يقابل صفة الديمومة التي يحب ان ترافق الاموال الضرورية لاستمرار المشروع، ولذا يرى البعض أن الاستهلاك بجب أن يشمل رأس مال الاستثمار الموجودة بصفة نقود، بينما يخرج عنه الأرباح وقيمة البضاعة الجاري انتاجها وكل العناصر التي لا توجد في المشروع بصورة دائمة. وبتعبير آخر، فإنه يشمل القيمة النقدية لجميع الأموال التي تبلى وينبغي إعادة خلقها للاحتفاظ بدخل المشروع.